# Calamothespis lineatipennis
Calamothespis lineatipennis är en bönsyrseart som beskrevs av Werner 1923. Calamothespis lineatipennis ingår i släktet Calamothespis och familjen Toxoderidae. Inga underarter finns listade i Catalogue of Life.